# Целіщеви
Целі́щеви (рос. Целищевы) — присілок у складі Орічівського району Кіровської області, Росія. Входить до складу Істобенського сільського поселення.
Населення становить 10 осіб (2010, 27 у 2002).
Національний склад станом на 2002 рік — росіяни 96 %.